# Fontaine-lès-Vervins

Fontaine-lès-Vervins este o comună în departamentul Aisne din nordul Franței. În 1 ianuarie 2022 avea o populație de 866 de locuitori.